# Torslanda, Göteborg
För övriga betydelser av Torslanda, se detta uppslagsord.
Torslanda är en stadsdel på den västra delen av Hisingen i Göteborgs kommun. Stadsdelen Torslanda har en areal på 4 425 hektar.
Torslanda består bland annat av de mindre tätorterna Amhult, Andalen, Arendal, Björlanda, Hjuvik, Hällsvik, Hästevik, Lilleby, Nolered, Tumlehed och Sandvik, Torslanda Tätort. I området bor 24 000 invånare på 7 712 hektar landyta, av 11 919 hektar totalt (2004).

## Historia
Thorlandum  benämndes Torslanda socken fram till mitten på 1600-talet och betyder Tor Land.
Torslanda Havsbadskoloni anlades 1924 på Skeppstadsholmen, med 123 kolonilotter som i regel omfattade cirka 1 000 kvadratmeter. Det var då den första havskolonin i Skandinavien. Kommunalpolitikern Herman Lindholm var den som kom med idén.
Torslanda var fram till 1968 en egen kommun, Torslanda landskommun, men införlivades 1969 i Göteborgs stad (från 1971 Göteborgs kommun). Missnöjet med att den kommunala servicen inte byggdes ut i takt med inflyttningen ledde till att Torslanda Föräldranätverk bildades. Ur detta nätverk bildades Nätverket för Torslandas Framtid, som alltsedan dess har drivit frågan att Torslanda kommun åter skall bildas.
År 1997 begärde ett antal torslandabor att Björlanda och Torslanda församlingar (tidigare Torslanda kommun) skulle brytas loss från Göteborg, och i samband med valet 1998 hölls en folkomröstning där 65 procent av de röstande ville att Torslanda kommun återskapades. Dock beslutade Göteborgs kommunstyrelse emot detta och den dåvarande regeringen avslog ansökan. Arbetet för en egen kommun drivs idag av Nätverket för Torslandas Framtid. Under 2009 har en ny ansökan lämnats in, denna gång underskriven av fem lokalpolitiker. Detta stöd för en egen kommun bekräftades under 2010 i en opinionsundersökning utförd av Demoskop, där 64 procent av torslandaborna var positiva. Ett regeringsbeslut väntas under 2011.
Torslanda har under andra halvan av 1900-talet varit starkt befäst genom kustartilleriinstallationerna i Batteri Torslanda (Hjuviksbatteriet), vilket slutligen avvecklades 1998. 
Tidigare bestod stora delar av Torslanda av fritidshusområden. Numera har en majoritet av dessa rivits och ersatts av villor.  
2009 brann Torslandaskolan ned till grunden. Den återuppbyggda skolan invigdes i oktober 2013.

## Handel
I Torslanda finns två handelsplatser: det äldre Torslanda Torg i Torslanda (tätort) och på före detta Torslanda Flygplats, Amhult Centrum. I detta område ligger även den nya Amhults trädgårdsstad. I Torslanda ligger också Volvo Personvagnars bilfabrik, Torslandaverken, tillsammans med Volvo Personvagnars och AB Volvos huvudkontor. I Arendal ligger Volvo Bussars huvudkontor samt ett flertal större kontors- och produktionsanläggningar för volvobolagen samt deras underleverantörer.
Torslanda har en egen lokaltidning, Torslandatidningen.

## Sport
I Torslanda finns bland annat scoutkåren Tor och Torslanda sjöscoutkår, som består av Spårare (tidigare Miniorer), Upptäckare (tidigare Juniorer), Äventyrare (tidigare P-Scouter), Utmanare (tidigare Seniorer) och Rover samt idrottsföreningarna Torslanda IK, Torslanda HK, Torslanda TK, Torslanda Badmintonklubb, Torslanda Golfklubb,Torslanda Frisbeeklubb, Hjuviks AIK, IK Zenith, cykelklubben Torslanda CK och Gymnastikföreningen Göteborgs turn.

## Tidningar
- Torslandatidningen: Torslanda Tidningen är en gratistidning som når samtliga hushåll och företag i Torslanda, Björlanda, Säve samt hela Öckerö kommun (tio bebodda öar). Torslanda Tidningen är en lokaltidning med mycket högt läsvärde och kommer i fortsättningen att utkomma cirka 46 gånger per år med en upplaga på 18.500 ex. Från Torslandatidningens egna hemsida.[11]

## Kultur
I Torslanda finns ett kulturhus. Kulturhuset Vingen som ligger i Amhult. I huset ligger bland annat Torslanda bibliotek. Vingen har en större salong där det visas biofilmer. Salongen används även som scen av bland annat kulturskolan och Ljuva Toner. Årligen återkommande på scenen är Torslanda kulturförening som sätter upp Torslandarevyn.  År 2024 fyllde Torslanda kulturförening 10 år. 

## Kollektivtrafik
Torslanda trafikeras av ett flertal busslinjer. Några av dem är:
- 148, Amhult - Angered
- 26, Amhult Resecentrum - Skeppstadsholmen
- 24, Hjuvik/ Lilla Varholmen - Nils Ericson Terminalen
- 23, Amhult Resecentrum - Sillvik
- Svart Express, Amhult - Vallhamra
- Röd Express, Lilla Varholmen - Landvetter
- X1, Torslanda - Partille
- Lila Express, Torslanda - Mölnlycke

Amhult Resecentrum färdigställdes 2014.